# الهيئة الوطنية للوقاية من الفساد ومكافحته (الجزائر)
الهيئة الوطنية للوقاية من الفساد ومكافحته. في سنة 2004 صادقت الجزائر بتحفظ على اتفاقية الأمم المتحدة لمكافحة الفساد، وكان ذلك بموجب المرسوم الرئاسي رقم 04-128، حيث هذه الاتفاقية اشترطت على الدول التي صادقت عليها ضرورة إنشاء هيئة أو هيئات وطنية حسب الاقتضاء، لمكافحة الفساد. وتنفيذا لهذا الالتزام قامت الجزائر في سنة 2006، بإنشاء الهيئة الوطنية للوقاية من الفساد ومكافحته، بموجب القانون رقم 06-01 المتعلق بالوقاية من الفساد ومكافحته (المعدل والمتمم)، وأسندت لها مهمة تنفيذ الإستراتيجية الوطنية في مجال مكافحة الفساد، تجسد مبادئ دولة القانون بتعزيز النزاهة والشفافية في تسيير كل من القطاع العام والخاص،

## مهام الهيئة الوطنية لمكافحة الفساد
اقتراح وتفعيل سياسة شاملة للوقاية من الفساد تكرس مبادئ دولة الحق والقانون وتعكس النّزاهة والشفافية والمسؤولية في تسيير الممتلكات والأموال العمومية والمساهمة في تطبيقها.

## وصلات خارجية
- الهيئة الوطنية لمكافحو الفساد ومكافحته (وكالة الأنباء الجزائرية)